# Ardino (huyện)
Ardino là một huyện thuộc tỉnh Kardzhali, Bungaria. Dân số thời điểm năm 2001 là 13649 người.